# Saucedilla
Saucedilla egy község Spanyolországban, Cáceres tartományban. Saucedilla Navalmoral de la Mata, Millanes, Belvís de Monroy, Almaraz, Romangordo, Serrejón, Toril és Casatejada községekkel határos. Lakosainak száma 994 fő (2024).

## Nevezetességek
Saucedilla egyike annak a négy községnek, amelyek területén osztozik a madárvilágáról is nevezetes Arrocampo-víztározó. A település templomát is különleges madárvédelmi területté nyilvánították, ugyanis az épületben mintegy 20 pár fehérkarmú vércse figyelhető meg időről időre.

## Népesség
A település népessége az elmúlt években az alábbi módon változott:
| Lakosok száma | 610  | 702  | 729  | 804  | 854  | 847  | 890  | 851  | 869  | 994  |
|               | 2001 | 2004 | 2006 | 2009 | 2011 | 2014 | 2016 | 2019 | 2021 | 2024 |